# United Artists Records
United Artists Records fue una compañía discográfica estadounidense. Fue creada en 1957 por Max E. Youngstein de la empresa cinematográfica United Artists principalmente para publicar las bandas sonoras de sus películas, aunque después se diversificó hacia otros géneros musicales.

## Historia

### Géneros

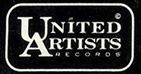
Primer logo de United Artists Records (1960 – 1968).

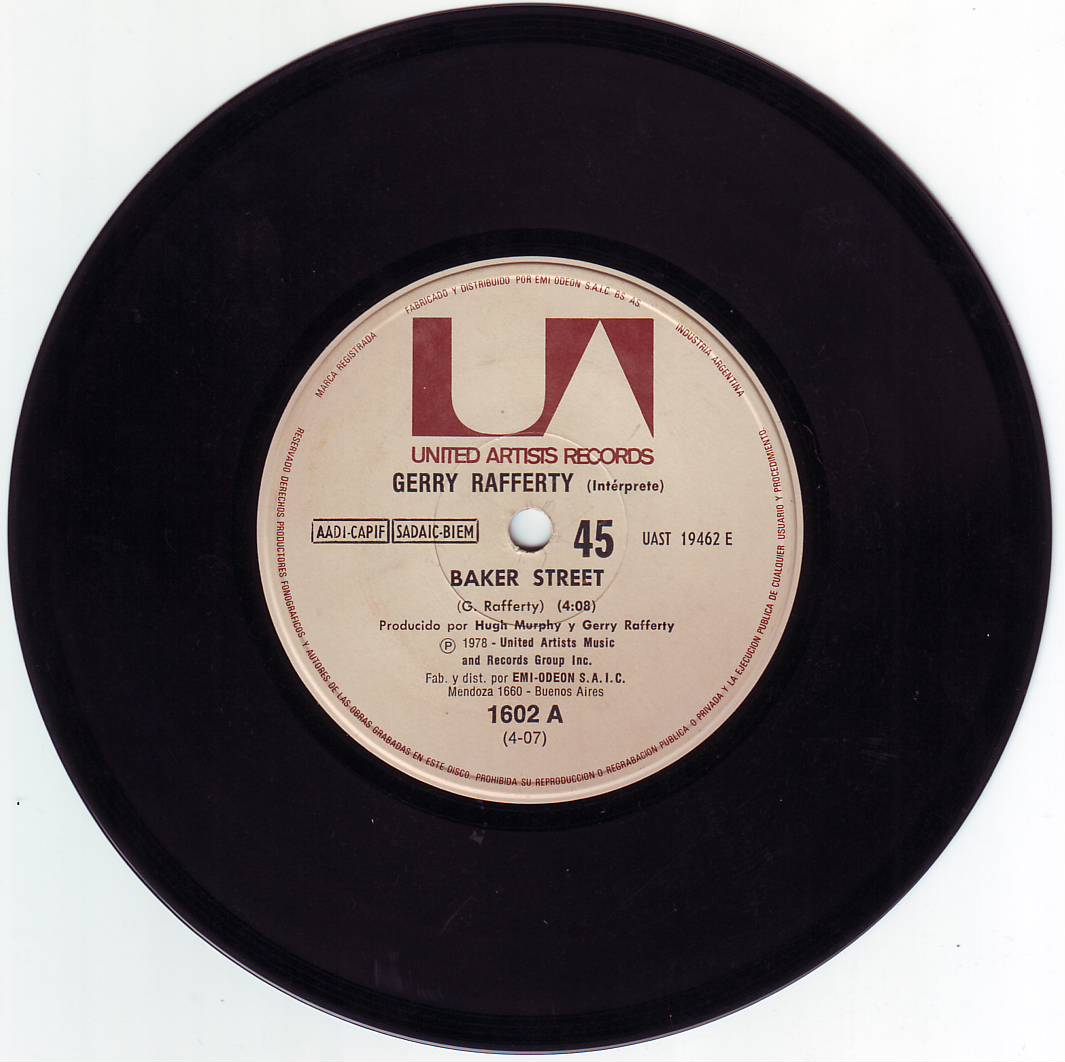
Sencillo editado por United Artists Records del músico Gerry Rafferty con su sencillo "Baker Street" (1978).

Además de las bandas sonoras de películas y algunas versiones de música clásica, United Artists Records tenía un buen número de artistas y agrupaciones de rock and roll y de rhythm and blues en 1959 y 1960, como The Clovers, Marv Johnson, The Falcons, The Exciters, Patty Duke, Bobby Goldsboro, Jay and the Americans, y más tarde, Manfred Mann y The Easybeats. El productor discográfico Berry Gordy contrató algunos de los artistas iniciales de la compañía  Motown como Marv Johnson y Eddie Holandd en 1959. La compañía también cubrió otros géneros con la inclusión del cantautor canadiense Gordon Lightfoot y la música instrumental popular con el dúo de piano Ferrante y Teicher. 
En 1960, la compañía contrata al músico, director de orquesta, cantante y compositor puertorriqueño Tito Rodríguez para iniciar su división de música latina denominada United Artists Latino Records y el artista acepta con la condición de ser el único en este sello, condición que desapareció luego de la contratación de otros intérpretes como el también puertorriqueño Chucho Avellanet y el colombiano Nelson Pinedo. Al desaparecer la división de música latina a comienzos de los años 70, su catálogo fue adquirido por la compañía estadounidense West Side Latino Records, que a su vez fue adquirida por Codigo Group en el año 2007.

### Fusión
En 1969 United Artists Records se fusionó con el sello Liberty Records y su filial Imperial Records. 
Los años siguientes el sello cosechó éxitos con los artistas Peter Sarstedt, Ike & Tina Turner, Shirley Bassey y Hawkwind. Después de que United Artists Records comprara Mediarts Records los siguientes intérpretes pasaron a formar parte de la plantilla: Don McLean, Paul Anka, Bill Conti y Gerry Rafferty. Gracias a un acuerdo con el sello Jet Records fue United Artists Records la que publicó los trabajos de Electric Light Orchestra, Dr. Feelgood, Buzzcocks y The Stranglers.

### Venta a EMI
En febrero de 1979 EMI adquirió United Artists Records, para terminar siendo integrado en EMI. El nombre del sello discográfico fue devuelto a United Artists.